# Ermita de la Verge de Vallada (Pina)
L'Ermita La Verge de Vallada, de Pina, a la comarca de l'Alt Palància, és una ermita   catòlica, catalogada com Bé de Rellevància Local, amb codi identificatiu: 12.07.090-002, segons dades de la Direcció General de Patrimoni Artístic de la Generalitat Valenciana.
L'ermita, que està envoltada per un filat per protegir-la, se situa molt a prop de la carretera N-234, prop de la sortida de l'autovia A-23, autovia Mudèjar, direcció Barraques. Tot i que l'ermita està erigida en terreny pertanyent al municipi de Barraques, l'ermita és propietat de la localitat de Pina de Montalgrao.

## Història
La història d'aquest temple, actualment en ruïnes, està unida a una llegenda que parla de l'aparició de la Mare de Déu en aquest lloc a un pastor, mentre realitzava les seves tasques pasturant el seu ramat. En aquest moment una esbarzer li va indicar el lloc en el qual es podria trobar una imatge d'Ella. L'advocació mariana, de Vallada, es deu al paratge en el que va trobar, i en el qual es va construir l'ermita per a la seva veneració. Tot i que altres pobles veneren a aquesta Verge, és la localitat de Pina la que més devoció li ofereix, a causa fonamentalment a considerar la Mare de Déu la raó d'unes miraculoses pluges que en una època de sequera van salvar oportunament les collites dels agricultors de la zona. És per això que la Mare de Déu de Vallada es va convertir en la patrona de la localitat i se li realitzava romeria en dació de gràcies el tercer dia de la setmana de Pentecosta.
Tenia importància com a punt de referència i com a refugi per als quals es traslladaven entre València i Aragó, ja que estava situada al Camí del Ragudo, sent la seva campana un dels millors mètodes per a orientar-se quan per motius de boires o tempestes els caminants es perdien en la travessia.

## Descripció
L'edifici, actualment en estat de ruïna, es data al segle xiv. Les restes permeten veure moltes característiques definitòries de com va haver de ser l'ermita quan encara estava en ús. Pels murs de maçoneria i la presència d'arcs de carreus, la seva estructura permet considerar-lo com un temple "de reconquesta". La coberta ha desaparegut.
Interiorment la seva planta és de nau única i el portal d'entrada presenta un arc apuntat i amb dovelles que podria considerar d'estil protogòtic.
Al costat de l'epístola, a l'entrada hi havia un pòrtic adossat del qual només es pot contemplar actualment les mènsules de sustentació.
Es pot considerar que va tenir tres fases constructives: 
- Primera fase, duta a terme al segle xiv, en aquesta primera fase es realitzaria la construcció de l'estructura de l'edifici així com les tres primeres  crugies.[1][3]
- Segona fase, en la qual s'afegeix una nova crugia en la part de l'absis.[1][3]
- Tercera fase, duta a terme al segle xviii, consistent sobretot en una reforma decorativa, a l'estil de l'època, conservant-se encara restes d'estuc i esgrafiats. També en aquesta fase es va dur a terme la construcció del cor i amb gran seguretat, la d'una dependència adossada, en la qual s'encasta una petita porta apuntada del segle xiii.[1][3]

A l'interior de l'ermita hi havia una talla gòtica policromada, que podia datar-se al segle xiv, de la Verge sedent amb el Nen sobre el seu genoll esquerre, d'uns 60 centímetres d'alçada. En començar l'abandonament i conseqüent ruïna de l'ermita, es va decidir traslladar l'apreciada talla a l'Església Parroquial del Salvador, on es va mantenir fins que a la  guerra civil es va perdre i va haver de reemplaçar-se per una còpia.